# Isolette Oskolki
Le Oskolki (in russo: острова Осколки; in giapponese: 海馬島) sono delle isolette minori nel gruppo  delle isole Chabomai che fanno parte a loro volta della piccola catena delle isole Curili e amministrativamente appartengono al Južno-Kuril'skij rajon dell'oblast' di Sachalin, in Russia.

## Geografia
Le Oskolski sono composte dagli isolotti Lis'i (острова Лисьи) e Šiški (острова Шишки), che rispettivamente significano "volpe" e "pigna", e da altre piccole formazioni rocciose: Kira (скала Кира), Peščernaja (скала Пещерная), Parus (скала Парус) e Sveča (скала Свеча).
Si trovano a sud-est di Polonskogo, fra le isole di Zelënyj e Šikotan; fanno parte del territorio della Riserva naturale delle Curili (Курильский государственный природный заповедник).